# Polfoto
POLFOTO var et billedbureau i JP/Politikens Hus. POLFOTOs nyhedstjeneste betjente cirka halvdelen af det danske avismarked.
1. april 2017 blev POLFOTO opkøbt af Ritzaus Bureau og omdøbt til Ritzau Foto. 1. januar 2018 overtog Ritzaus Bureau det andet af Danmarks to store billedbureauer, Scanpix, og sammenlagde dem under ét billedbureau ved navn Ritzau Scanpix.